# Cantón de Saint-Rome-de-Tarn
El cantón de Saint-Rome-de-Tarn era una división administrativa francesa, que estaba situada en el departamento de Aveyron y la región de Mediodía-Pirineos.

## Composición
El cantón estaba formado por ocho comunas:
- Ayssènes
- Broquiès
- Brousse-le-Château
- Les Costes-Gozon
- Lestrade-et-Thouels
- Le Truel
- Saint-Rome-de-Tarn
- Saint-Victor-et-Melvieu

## Supresión del cantón de Saint-Rome-de-Tarn
En aplicación del Decreto n.º 2014-205 de 21 de febrero de 2014, el cantón de Saint-Rome-de-Tarn fue suprimido el 22 de marzo de 2015 y sus 8 comunas pasaron a formar parte del nuevo cantón de Raspes y Lèvezou.